# Gustav Johann Billberg
Gustav Johann Billberg (Karlskrona, 14 de junio de 1772-Estocolmo, 26 de noviembre de 1844) fue un botánico, zoólogo y anatomista sueco.

## Biografía
Billberg era jurista de formación, prosigue una carrera en esta vía interesándose al mismo tiempo por las ciencias naturales, lo que le vale una reputación de diletante. A esta reputación se añade la de conspirador que dificulta con su esfuerzo la elección de Carl Peter Forsberg (1793-1832), el hijo adoptivo de su amigo Carl Peter Thunberg (1743-1828), en la Real Academia de las Ciencias de Suecia.
En 1796 se casa con Margareta Ferelius, y después con Helena Maria Ehinger en segundas nupcias en 1801.
Billberg es el fundador de la sociedad linneana de Estocolmo, es miembro de diversas academias, y de la Academia de las ciencias de Rusia en la que reingresa el 19 de abril de 1820.
Billberg participa en la obra de Johan W. Palmstruch (1770-1811) (después de la muerte de este) Svensk Botanik, dibujando algunas planchas entre 1812 et 1822.

## Honores

### Epónimos
género
- Billbergia de la familia de las Bromeliaceae, tiene este nombre en su honor dedicado por Carl P. Thunberg (1743-1828) en 1821.

Especies
- (Annonaceae) Annona billbergii R.E.Fr.[1]
- (Apocynaceae) Dipladenia billbergii Beurl.[2]
- (Asclepiadaceae) Fischeria billbergiana (Beurl.) Morillo[3]
- (Asteraceae) Critonia billbergiana (Beurl.) R.M.King & H.Rob.[4]
- (Bignoniaceae) Handroanthus billbergii (Bureau & K.Schum.) S.O.Grose[5]
- (Bignoniaceae) Tabebuia billbergii (Bureau & K.Schum.) Standl.[6]
- (Bignoniaceae) Tecoma billbergii Bureau & K.Schum.[7]
- (Boraginaceae) Tournefortia billbergiana Beurl.[8]
- (Clusiaceae) Caopia billbergiana Kuntze[9]
- (Euphorbiaceae) Oxydectes billbergiana Kuntze[10]
- (Euphorbiaceae) Croton billbergianus Müll.Arg.[11]
- (Fabaceae) Feuilleea billbergiana Kuntze[12]
- (Gesneriaceae) Columnea billbergiana Beurl.[13]
- (Mimosaceae) Inga billbergiana Benth.[14]
- (Poaceae) Panicum billbergianum Beurl.[15]
- (Polygonaceae) Coccoloba billbergii Lindau[16]
- (Polygonaceae) Uvifera billbergii Kuntze[17]
- (Solanaceae) Cestrum billbergianum Beurl.[18]

## Obras
- Ekonomisk botanik. 20 pp. (1815-1816)
- Enumeratio insectorum in museo (1820)
- Synopsis Faunae Scandinaviae (1827)

- La abreviatura «Billb.» se emplea para indicar a Gustav Johann Billberg como autoridad en la descripción y clasificación científica de los vegetales.[19]

## Abreviatura (zoología)
La abreviatura Billberg  se emplea para indicar a Gustav Johann Billberg como autoridad en la descripción y taxonomía en zoología.